# Georg Heinrich Borowski
Georg Heinrich Borowski (* 26. Juli 1746 in  Königsberg i. Pr.; † 26. Juli 1801 in Frankfurt an der Oder) war ein deutscher Naturforscher und Wirtschaftswissenschaftler.
Borowski studierte in Königsberg und wurde 1774 am Rittercollegium Brandenburg Lehrer für Naturgeschichte. 1775 ging er nach Berlin und wurde kurz darauf Lehrer am Philanthropin in Heidesheim. 1779 erhielt er an der Brandenburgischen Universität Frankfurt die Professur für Naturgeschichte, 1789 die für Oekonomie und Kameralwissenschaft. Borowski gründete auf seinem Gut Greden eine landwirtschaftliche Lehranstalt.

## Veröffentlichungen

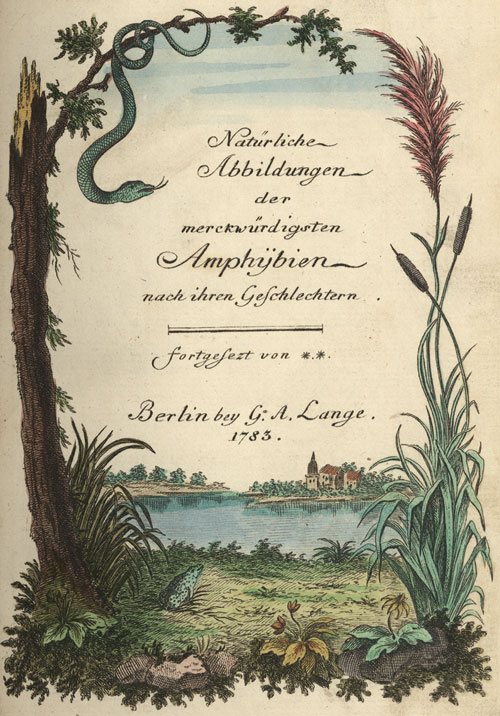
Naturgeschichte des Thierreichs Amphibien. 1783

- Abriß einer Naturgeschichte des Elementarreichs zum Gebrauche seiner Vorlesungen. Mannheim, Berlin 1779
- Gemeinnüzzige Naturgeschichte des Thierreichs. Band 1–5. Gottlieb August Lange, Berlin 1780–1784 (Digitalisat)
- Ueber die Anpflanzung Ausländischer Holzarten, zum Nuzzen der Forsten in Königlich Preußischen Staaten. Baum, Berlin 1787
- Die besten, Ein- und Ausländische Getreidearten, Futtergewächse, Fabrik- Gewürz- Färbe- und Oelpflanzen, in hundert verschieden Arten, nach ihren Eigenschaften, Cultur, Nuzzen und Gebrauch besonders für Landwirte in Preuss. Landen. Frankfurt an der Oder 1788
- Ideal einer praktisch ökonomischen Landes-Akademie für die königlich preußischen Staaten. S. F. Hesse, Berlin 1789
- Abriß des praktischen Cameral- und Finanzwesens nach den Grundsätzen, Landesverfassungen und Landesgesetzen in den Königlich-Preußischen Staaten, oder Preußische Cameral- und Finanzpraxis. Pauli, Berlin 1795